# ジェルソン・チャコン
ジェルソン・ロナルド・チャコン・ラミレス (Yerson Ronaldo Chacón Ramírez , 2003年6月4日 - )は、ベネズエラ・タチラ州サン・クリストバル出身のサッカー選手。リーガFUTVE・デポルティーボ・タチラFC所属。ポジションはFW。

## 来歴
2019年にデポルティーボ・タチラFCのトップチームに昇格し、同年シーズン終盤にプロデビュー。2020年シーズンに14試合2得点を記録すると、プロ3年目の2021年シーズンに一気に得点能力が開花、国内リーグ戦33試合9得点を記録。同年シーズンのリーグ優勝に導き、「ベネズエラの超新星FW」として注目を集めた。

## 代表歴
2019年にU-16ベネズエラ代表の出場経験がある。2022年1月に2022 FIFAワールドカップ・南米予選に向けてのフル代表に初招集。ホセ・ペケルマン体制第1戦となった同月28日のボリビア戦で、後半途中から起用され代表デビュー。試合も4-1で勝利した。